# Баскская националистическая партия
Баскская националистическая партия (баск. Euzko Alderdi Jeltzalea, исп. Partido Nacionalista Vasco — EAJ-PNV) — политическая партия, действующая преимущественно в Испании, продвигающая идеологию баскского национализма и идею создания независимого либо автономного государства басков. Партия действует и во Франции, но не играет там заметной роли. Имеет представительства в Венесуэле, Аргентине, Мексике, Уругвае, Чили, США и других странах  с заметной баскской диаспорой.
Партия была основана в подполье 31 июля 1895 года идеологом баскского национализма Сабино Араной; стала первой политической организацией, выступавшей за национальное освобождение басков. Во время существования Второй Испанской Республики в 1936 году Страна Басков получила автономию, из-за чего многие члены БНП сражались в гражданской войне на стороне Народного фронта. При Франко партия находилась под запретом, а её лидеры в основном находились в эмиграции, и в подполье появились новые баскские националистические организации, в том числе выступавшие под лозунгами вооружённой борьбы (как, например, ЭТА). После падения режима Франко и восстановления автономии Страны Басков появились новые политические организации, такие как Батасуна, «Баскская солидарность» и другие. В результате размежевания между новыми партиями и БНП (Батасуна и «Баскская солидарность» заняли более левую позицию по сравнению с БНП), партия стала тяготеть к христианской демократии. В настоящее время президентом партии является Иньиго Уркулью, а неформальным лидером — Хуан Хосе Ибаррече.

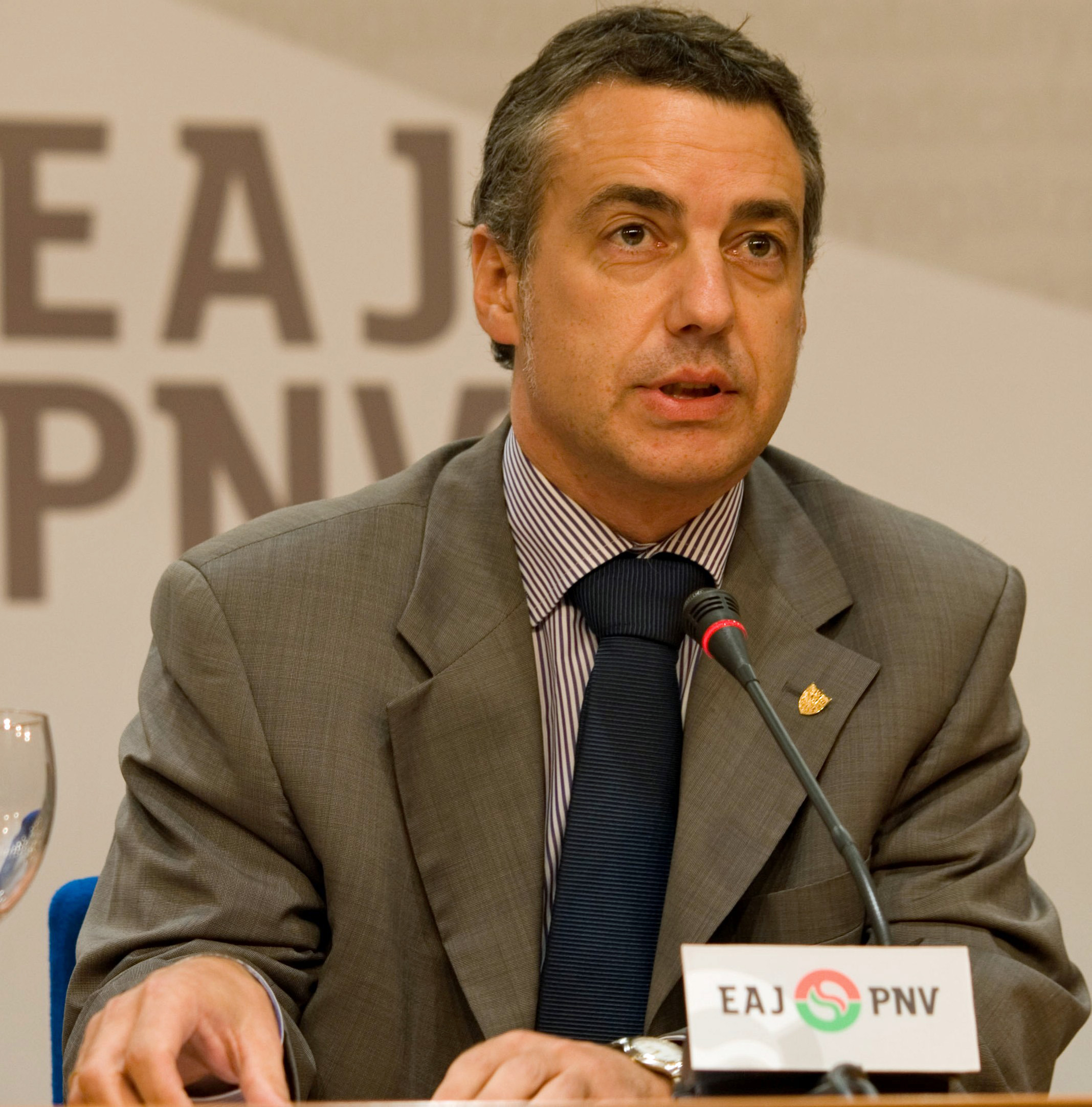
Президент партии Иньиго Уркулью

На местных выборах 1 марта 2009 года партия получила 30 депутатских мандатов в 75-местном парламенте Страны Басков, что, однако, впервые за долгое время не позволило партии сформировать правящую коалицию в автономии. Также партия представлена 6 местами в 350-местной нижней палате испанского парламента и 4 местами в 264-местном сенате. На выборах в Европарламент 2009 года БНП входила в состав предвыборной «Коалиции за Европу», связанной с парламентской группой Альянса либералов и демократов за Европу (ALDE). В коалицию вошло несколько партий национальных меньшинств Испании, и прежде всего, басков и каталонцев. Коалиция получила два места в Европарламенте, одно из которых заняла Исаскун Бильбао Барандика от БНП.